# Distrito de San Juan (Cajamarca)
El Distrito de San Juan es uno de los 12 distritos de la Provincia de Cajamarca  ubicada en el departamento de Cajamarca, bajo la administración del Gobierno regional de Cajamarca, en el norte del Perú.
Desde el punto de vista jerárquico de la Iglesia católica forma parte de la diócesis de Cajamarca la cual, a su vez, pertenece a la Arquidiócesis de Trujillo.

## Historia
El distrito fue creado mediante Ley n.º 8076 del 5 de abril de 1935, en el gobierno de Oscar R. Benavides.

## Autoridades

### Municipales
- 2015-2018[3]
  - Alcalde: EDINSON TERAN MEDINA, del PPC Partido Popular Cristiano.
  - Regidores: MARCIAL CHAVEZ PORTAL (PPC), GILMER CESPEDEZ CADENILLAS  (PPC), MARIA ESTHER VEGA OCAS  (PPC), NATALILI VIGO NARRO (PPC), RAMIRO ROJAS SANCHEZ (FP).
- 2015-2018
  - Alcalde: Edinson Armando Terán Medina.

## Festividades
- Febrero: Carnavales.
- Abril: Feria de la chirimoya
- 24 de junio: San Juan Bautista.